# Hugo Ferreira
Hugo Ferreira de Farias (Arapiraca, 29 de agosto de 1997) é um futebolista brasileiro que atua como lateral-esquerdo. Atualmente joga pelo Corinthians.

## Carreira

### Início

#### CRB e Jaciobá
Hugo nasceu em Arapiraca, Alagoas, e era das categorias de base CRB. Em 2018, chegou ao Jaciobá e teve participação importante no acesso do clube à elite do futebol alagoano, depois de 20 anos.

### ABC
Em 1º de maio de 2019, chegou ao ABC por empréstimo de dois anos. Em 13 de novembro, após apenas cinco partidas pelo clube, seu empréstimo foi interrompido.

### Retorno ao CRB
Em janeiro de 2020, voltou para o CRB. Em 5 de agosto de 2020, foi campeão do Campeonato Alagoano 2020. Opção reserva de Guilherme Romão, deixou o clube em maio de 2021.

### Goiás
Em 18 de maio de 2021, foi anunciado no Goiás para disputa do Campeonato Brasileiro - Série B. Sua apresentação ocorreu no mesmo dia. Fez a sua estreia em 4 de junho de 2021, na vitória por 2-1 contra o Confiança, pela Série B.[carece de fontes?] Marcou seu primeiro gol pelo clube goiano em 15 de novembro de 2021, na vitória por 3-1 contra o CSA, pela Série B.
Em 31 de maio de 2023, foi campeão da Copa Verde 2023. Em 18 de outubro de 2023, marcou um golaço contra o São Paulo, na vitória por 2-0 do esmeraldino, pelo Campeonato Brasileiro 2023. Em 15 de dezembro de 2023, se despediu do Goiás.

### Corinthians
Em 11 de janeiro de 2024, foi anunciado pelo Corinthians com contrato até 2026 em uma negociação sem custos onde o clube adquiriu 80% dos direitos econômicos do atleta e os outros 20% ficaram com o próprio jogador. Em 12 de janeiro de 2024, foi apresentado oficialmente no CT Joaquim Grava. Fez a sua estreia com a camisa do Corinthians em 21 de janeiro, na vitória por 1-0 contra o Guarani, na Neo Química Arena, pelo Campeonato Paulista 2024. Após a sua chegada desprestigiada e muito contestada, o atleta se tornou titular imprescindível, muito por conta da ausência de Diego Palacios devido a lesão e por Matheus Bidu não render o esperado. Ele figura entre os atletas com mais tempo em campo pela equipe em 2024. Em 27 de março de 2025, sagrou-se campeão do Campeonato Paulista 2025 após o empate contra o Palmeiras por 0x0, porém o jogo de ida o Corinthians venceu por 1-0.

## Estatísticas

### Clubes
Atualizadas até 03 de maio de 2025.
| Clube             | Temporada         | Campeonato nacional | Campeonato nacional | Campeonato nacional | Copa nacional[a] | Copa nacional[a] | Copa nacional[a] | Competições continentais[b] | Competições continentais[b] | Competições continentais[b] | Outros torneios[c] | Outros torneios[c] | Outros torneios[c] | Total | Total | Total   |
| Clube             | Temporada         | Jogos               | Gols                | Assist.             | Jogos            | Gols             | Assist.          | Jogos                       | Gols                        | Assist.                     | Jogos              | Gols               | Assist.            | Jogos | Gols  | Assist. |
| ----------------- | ----------------- | ------------------- | ------------------- | ------------------- | ---------------- | ---------------- | ---------------- | --------------------------- | --------------------------- | --------------------------- | ------------------ | ------------------ | ------------------ | ----- | ----- | ------- |
| Jaciobá           | 2019              | —                   | —                   | —                   | —                | —                | —                | —                           | —                           | —                           | 10                 | 2                  | 0                  | 15    | 2     | 0       |
| Jaciobá           | Total             | —                   | —                   | —                   | —                | —                | —                | —                           | —                           | —                           | 10                 | 2                  | 0                  | 10    | 2     | 0       |
| ABC               | 2019              | 5                   | 0                   | 0                   | —                | —                | —                | —                           | —                           | —                           | —                  | —                  | —                  | 5     | 0     | 0       |
| ABC               | Total             | 5                   | 0                   | 0                   | —                | —                | —                | —                           | —                           | —                           | —                  | —                  | —                  | 5     | 0     | 0       |
| CRB               | 2020              | 15                  | 0                   | 1                   | 1                | 0                | 0                | —                           | —                           | —                           | 3                  | 0                  | 0                  | 19    | 0     | 1       |
| CRB               | 2021              | —                   | —                   | —                   | 1                | 0                | 0                | —                           | —                           | —                           | 9                  | 0                  | 0                  | 10    | 0     | 0       |
| CRB               | Total             | 15                  | 0                   | 1                   | 2                | 0                | 0                | —                           | —                           | —                           | 11                 | 0                  | 0                  | 29    | 0     | 1       |
| Goiás             | 2021              | 25                  | 2                   | 1                   | —                | —                | —                | —                           | —                           | —                           | —                  | —                  | —                  | 25    | 2     | 1       |
| Goiás             | 2022              | 15                  | 0                   | 0                   | —                | —                | —                | —                           | —                           | —                           | 5                  | 0                  | 0                  | 20    | 0     | 0       |
| Goiás             | 2023              | 19                  | 1                   | 1                   | 1                | 0                | 0                | 7                           | 0                           | 0                           | 14                 | 0                  | 3                  | 41    | 1     | 4       |
| Goiás             | Total             | 59                  | 3                   | 2                   | 1                | 0                | 0                | 7                           | 0                           | 0                           | 19                 | 0                  | 3                  | 86    | 3     | 5       |
| Corinthians       | 2024              | 25                  | 0                   | 4                   | 6                | 0                | 0                | 8                           | 0                           | 1                           | 12                 | 0                  | 1                  | 52    | 0     | 6       |
| Corinthians       | 2025              | 3                   | 0                   | 0                   | 0                | 0                | 0                | 3                           | 0                           | 0                           | 7                  | 0                  | 0                  | 13    | 0     | 0       |
| Corinthians       | Total             | 28                  | 0                   | 4                   | 6                | 0                | 0                | 11                          | 0                           | 1                           | 19                 | 0                  | 1                  | 65    | 0     | 6       |
| Total na carreira | Total na carreira | 107                 | 3                   | 7                   | 9                | 0                | 0                | 18                          | 0                           | 1                           | 59                 | 0                  | 4                  | 194   | 5     | 12      |

- a. ^ Jogos da Copa do Brasil
- b. ^ Jogos da Copa Sul-Americana e Copa Libertadores da América
- c. ^ Jogos do Campeonato Alagoano, Copa do Nordeste, Campeonato Goiano, Copa Verde e Campeonato Paulista

## Títulos
Jaciobá
- Campeonato Alagoano - Segunda Divisão: 2018

CRB
- Campeonato Alagoano: 2020

Goiás
- Copa Verde: 2023

Corinthians
- Campeonato Paulista: 2025